# Igor Vekić
Igor Vekić, slovenski nogometaš, * 6. maj 1998.
Vekić je profesionalni nogometaš, ki igra na položaju vratarja. Od leta 2023 je član danskega kluba Vejle, od leta 2024 pa tudi slovenske reprezentance. Ped tem je branil za slovenski Bravo, za katerega je v prvi slovenski ligi odigral 67 tekem, v drugi slovenski ligi pa 35, ter portugalski Paços de Ferreira. Bil je tudi član slovenske reprezentance do 15, 16, 17, 18, 19 in 21 let.